# Język masela zachodni
Język masela zachodni (lub marsela zachodni) – język austronezyjski używany w prowincji Moluki w Indonezji, przez grupę ludności na wyspie Masela (wyspy Barat Daya). Według danych z 2007 roku posługuje się nim 850 osób.
Katalog Ethnologue podaje, że jego użytkownicy zamieszkują pięć wsi (zachodni skrawek wyspy). Społeczność komunikuje się także w lokalnym malajskim i indonezyjskim.
Potencjalnie zagrożony wymarciem. Nie wykształcił piśmiennictwa.